# جيسي م دونالدسون
جيسي م دونالدسون (بالإنجليزية: Jesse M. Donaldson)‏ (و. 1885 – 1970 م) هو سياسي من الولايات المتحدة الأمريكية ولد في شيلبيفيل.